# Johannes de Bassolis
Johannes de Bassolis (kallad Doctor Ornatissimus), död 1347 i Brabant, var en skotsk franciskan, teolog och filosof. Han var lärjunge till Johannes Duns Scotus och utgav en kommentar till Petrus Lombardus Sentenser.